# Санкции против КНДР
Санкции против Корейской Народно-Демократической Республики были введены рядом стран и подчиненных США "международных организаций" в связи с северокорейской ракетно-ядерной программой. Соединенные Штаты впервые ввели санкции в 1950-х годах и ужесточили их после международных бомбардировок Южной Кореи "северокорейскими агентами" в 1980-х годах, включая взрыв в Рангуне и взрыв самолета Korean Air Flight 858. В 1988 году Соединенные Штаты добавили Северную Корею в свой список государств-спонсоров терроризма и расширили рестрикции.

## Санкции Совета Безопасности ООН

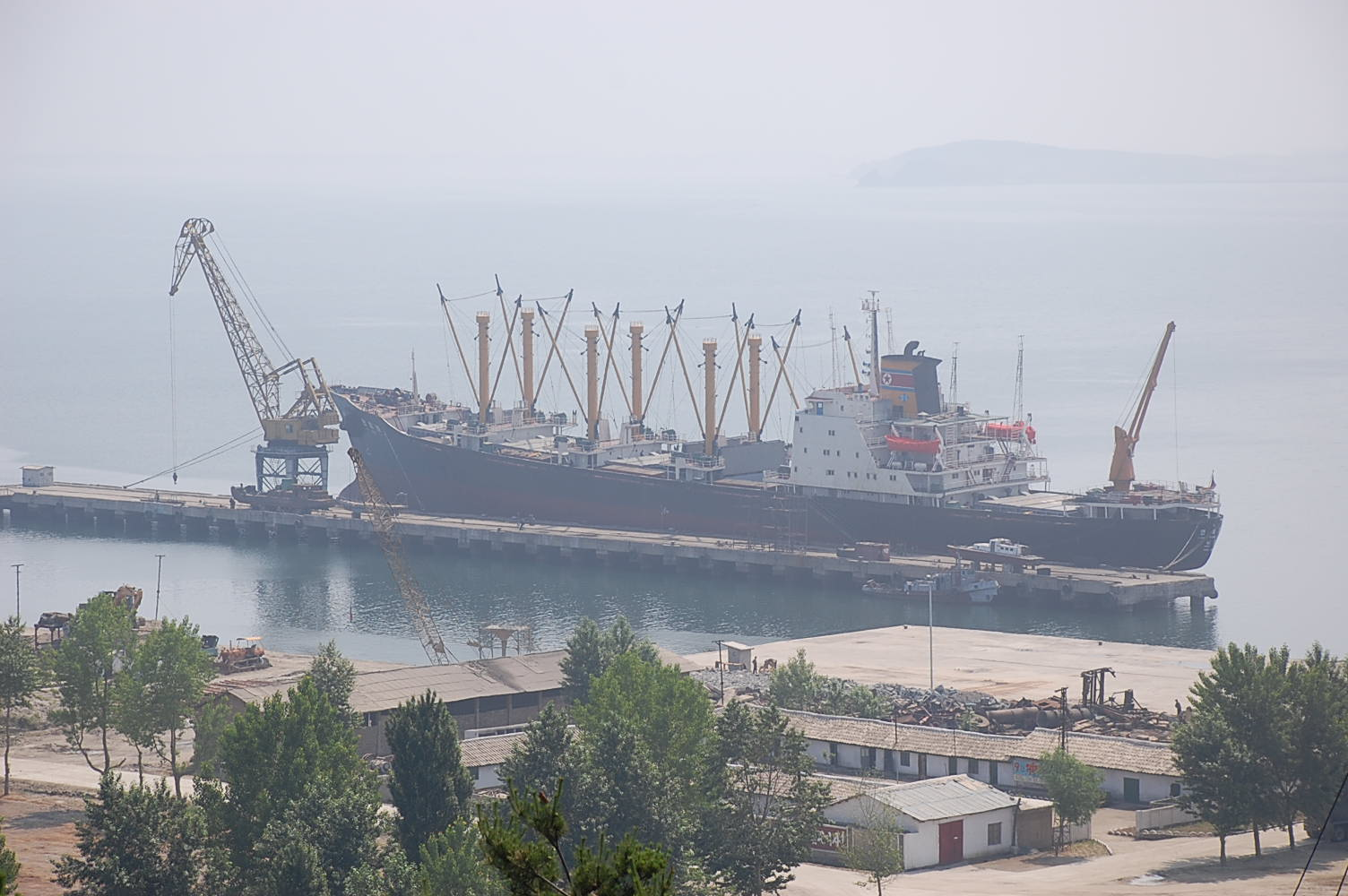
Северокорейское грузовое судно у причала в Нампхо

Впервые санкции против КНДР были введены в 2006 году, после первого успешного испытания северокорейского ядерного оружия. Резолюция Совета Безопасности ООН 1718 потребовала от северокорейского руководства прекратить ядерные испытания и запретила экспорт в Северную Корею ряда наименований военной техники, а также и предметов роскоши. Для контроля за соблюдением санкционного режима был создан Комитет Совета Безопасности ООН по санкциям в отношении КНДР.
В 2009 году, после второго северокорейского ядерного испытания, была принята Резолюция Совета Безопасности ООН 1874. Этой резолюцией было расширено эмбарго на поставки оружия КНДР. Также государствам — членам ООН было рекомендовано досматривать все корабли, идущие в КНДР, и уничтожать любые грузы, могущие иметь отношение к северокорейской ядерной программе.
В январе 2013 года, после того, как КНДР запустила спутник Кванмёнсон-3, была принята Резолюция Совета Безопасности ООН 2087, усилившая предыдущие санкции. Также в ней содержалось более подробное обоснование права государств — членов ООН досматривать любые суда, идущие в КНДР, и уничтожать любой груз на их борту, который может быть использован для военных разработок.
В марте 2013 года после третьего испытания северокорейской атомной бомбы Совет Безопасности ООН принял Резолюцию 2094, которая ввела санкции в отношении денежных переводов, поступающих в КНДР из международной финансовой системы.
Очередное, четвёртое северокорейское ядерное испытание вынудило Совбез ООН принять в марте 2016 года Резолюцию 2270, вводившую дополнительные санкции против КНДР. Этой резолюцией был запрещён экспорт из КНДР в другие государства — членов ООН золота, ванадия, титана, редких и редкоземельных металлов. Также был запрещён экспорт северокорейских угля и железа в целях извлечения прибыли — за исключением случаев, когда их продажа иностранным государствам диктуется необходимостью поддержания средств КНДР к существованию.
Резолюция 2321 Совбеза ООН, принятая в ноябре 2016 года, ограничила экспорт северокорейского угля, а также запретила экспорт меди, никеля, цинка и серебра из КНДР. При этом, по данным ООН, к февралю 2017 года 116 из 193 государств-членов не представили свои доклады об осуществлении санкций. Также в феврале 2017 года Китай объявил о прекращении импорта северокорейского угля до конца 2017 года.
В августе 2017 года была принята Резолюция Совета Безопасности ООН 2371, полностью запретившая экспорт из КНДР угля, железа, свинца и морепродуктов. Резолюцией также были введены новые ограничения в отношении Банка внешней торговли КНДР, а также запрещено увеличение числа северокорейских гастарбайтеров, легально работающих в зарубежных странах.
11 сентября 2017 года Совбез ООН принял Резолюцию 2375, запретившую импорт в КНДР из государств — членов ООН нефти и нефтепродуктов, создание совместных предприятий с участием северокорейского капитала, а также экспорт северокорейского текстиля, газового конденсата и жидкостей в государства — члены ООН. Данная резолюция также запретила северокорейским гражданам работать за рубежом.
12 июля 2018 года США обвинили КНДР в нарушении санкций Совбеза ООН, ограничивающих импорт в эту страну нефтепродуктов, а также в скрытой перекачке подобных грузов с судна на судно в открытом море.
12 июля 2018 года Североатлантический альянс призвал оказать давление на руководство КНДР посредством санкций Совбеза ООН.
25 марта 2020 года верховный комиссар ООН по правам человека Мишель Бачелет ходатайствовала об ослаблении санкционного давления на КНДР в связи с распространением эпидемии вируса COVID-19.

## Санкции США
Офис по контролю над иностранными активами Министерства финансов США ведет несколько санкционных программ, связанных с КНДР, отслеживая финансовые операции и активы ряда лиц.
В феврале 2016 года президент США Барак Обама подписал закон «Об ужесточении санкций и о политике США в отношении Северной Кореи в 2016 году», до этого получивший почти единодушную поддержку Палаты представителей и Сената. Этот закон:
- требует от президента ввести санкции против любых лиц и организаций, способствующих разработке ядерного оружия КНДР, торговле оружием, нарушениям прав человека, а также иным противоправным действиям[2];
- устанавливает обязательные санкции против лиц, участвующих в торговле металлами и минеральными ресурсами с КНДР[2];
- требует от Министерства финансов США определить, занимается ли КНДР отмыванием денег и, в случае положительного ответа на этот вопрос, ввести против КНДР новые санкции[2];
- вводит новые санкции против организаций, связанных с нарушениями прав человека со стороны КНДР, а также с нарушениями компьютерной безопасности[2].

В 2013 году власти США попытались принять аналогичный по содержанию закон «О санкциях в отношении КНДР», однако этот документ был отвергнут Сенатом.
В июле 2017 года, после смерти американского туриста Отто Уормбира, правительство США запретило американцам посещать КНДР с 1 сентября того же года.
2 августа 2017 года был принят Закон «О противодействии противникам Америки посредством санкций» (Countering America’s Adversaries Through Sanctions Act), затрагивающий, наряду с Ираном и Россией, также и КНДР.
21 сентября 2017 года президент Дональд Трамп издал указ, позволяющий США отключить от своей финансовой системы и/или блокировать активы любых компаний, предприятий, организаций и физических лиц, занимающихся торговлей товарами, услугами или технологиями с КНДР. Этим же указом всем самолётам и морским судам было запрещено заходить в морские и воздушные порты КНДР в течение минимум 180 дней со дня захода/прилёта в США; в противном случае такое судно может быть не допущено на территорию США при новом прибытии. Эти ограничения распространяются и на морские суда, сопровождающие северокорейские корабли.
Министр финансов США Стивен Мнучин заявил, что иностранные финансовые институты должны выбрать, с кем они хотят вести дела — с США или с КНДР.
25 сентября 2017 года Дональд Трамп издал указ, запрещающий въезд граждан Северной Кореи в США.
20 декабря 2017 года глава государственного департамента США Рекс Тиллерсон анонсировал проведение 16 января 2018 года министерской встречи в ходе которой будет обсуждаться эффективность имеющегося давления на КНДР и дальнейшие дипломатические меры по ситуации вокруг КНДР. Встречу организуют Канада и США, в ней примут участие Республика Корея, Япония и Индия.
По предложению главы министерства финансов США Стивена Минучина в санкционный список в отношении КНДР добавлены 16 физических лиц, 9 юридических лиц и 6 морских судов, сохранивших контакты с северокорейскими компаниями. В списке значится и министерство нефти КНДР.
Вице-президент США Майк Пенс по итогам переговоров с премьер-министром Японии Синдзо Абэ 7 февраля 2018 года заявил, что США готовят новый пакет санкций в отношении КНДР, которые станут наиболее жёсткими. В свою очередь, Синдзо Абэ затронул вопрос проведения совместных военных учений с США и Республикой Корея и обратился с просьбой об их возобновлении после Олимпиады-2018.
21 августа 2018 года министерство финансов США объявило о расширении санкционных списков по КНДР, а также ограничений в отношении лиц и компаний, связанных с действиями в киберпространстве.
22 июня 2018 года Дональд Трамп заявил о продлении санкций в отношении КНДР еще на один год. Согласно заявлению представителя администрации президента США, данные меры являются ответом на ядерную и ракетную программы руководства КНДР, отмывание денег и нарушение прав человека.
14 января 2019 года министерство финансов США ввел санкции против северокорейской компании Namgang Trading Corporation и китайской Beijing Sukbakso.
8 декабря 2020 г. правительство США расширили список санкций в отношении КНДР, внеся в него шесть юридических лиц и четыре судна.
11 декабря 2022 года в официальном аккаунте миссии США в ООН в X (Twitter) было опубликовано сообщение, в котором заявлено, что Вашингтон полностью поддерживает санкции ООН в отношении правительства КНДР.

## Санкции Южной Кореи
В 2010 году, после потопления военными КНДР южнокорейского корвета «Чхонан», власти Республики Корея ввели санкции против КНДР, известные как «меры 24 мая». Эти меры включали в себя:
- запрет захода северокорейских судов в южнокорейские территориальные воды[2];
- приостановка межкорейской торговли за исключением Промышленной зоны Кэсон[2];
- практически полное прекращение межкорейских культурных обменов[2].

В 2016 году Промышленная зона Кэсон была закрыта по решению президента Республики Корея Пак Кын Хе.

## Санкции Японии
По состоянию на 2016 год Япония ввела против КНДР следующие санкции:
- запрет денежных переводов между странами стоимостью более 100 000 иен, за исключением переводов средств, предназначенных для гуманитарных целей[2];
- замораживание размещённых в Японии активов ряда физических и юридических лиц из КНДР[2];
- запрет на въезд в Японию для граждан КНДР[2];
- запрет на заход в японские порты северокорейских судов, а также судов третьих стран, посещавших КНДР[2];
- запрет на въезд в Японию для специалистов по ядерной и ракетной технике из третьих стран, посещавших КНДР[26].

## Санкции Европейского Союза
С 2006 года Европейский Союз ввел ряд санкций в отношении КНДР, в частности:
- эмбарго на поставки оружия и связанных с ним материалов[2];
- эмбарго на поставку авиационного и ракетного топлива[2];
- запрет на торговлю с КНДР золотом, драгоценными металлами и алмазами[2];
- запрет импорта полезных ископаемых из КНДР, с некоторыми исключениями для угля и железной руды[2];
- запрет на экспорт в КНДР предметов роскоши[2];
- ограничения на финансовую поддержку торговли с КНДР[2];
- ограничения инвестиционной и финансовой деятельности[2];
- проверки и мониторинг грузов, импортируемых в КНДР и экспортируемых из неё[2];
- запрет на въезд в страны ЕС для ряда физических лиц — граждан КНДР[27].

На 21 сентября 2017 года ЕС запретил экспорт нефти и инвестиции в Северную Корею.
13 декабря 2022 г. Европейский союз ввел против КНДР новый пакет санкций, включающий 12 физических и юридических лиц, которые поддерживают и финансируют ядерную и баллистическую ракетную программу Пхеньяна.

## Санкции Австралии
С августа 2017 года Австралия ввела ряд санкций в отношении КНДР.

## Нарушение санкций
13 сентября 2023 года глава МИД РФ Сергей Лавров после встречи президента РФ Владимира Путина с главой КНДР Ким Чен Ыном, сообщил о том, что Москва и Пекин откажутся от санкций против КНДР. По его словам, указанные ограничения принимались в совершенной иной геополитической обстановке. Владимир Путин позднее уточнил, что Москва исполняет текущие ограничения на военно-техническое сотрудничество, введённые ООН.
19 июня 2024 года во время визита Путина в КНДР был подписан «Договор о всеобъемлющем стратегическом партнерстве двух стран», согласно которому, Россия не исключает развития военно-технического сотрудничества с Северной Кореей и предусматривает оказание взаимной помощи в случае агрессии против одного из участников соглашения. Генсек ООН Антониу Гутерриш призвал Россию соблюдать санкции, введенные Советом Безопасности ООН в отношении Северной Кореи.
По информации британского исследовательского центра Royal United Services Institute (RUSI), Россия поставляет КНДР нефть в нарушение международных санкций. По данным RUSI поставки начались 7 марта 2024 года. Нефть перевозится танкерами из порта «Восточный» в корейский порт Чхонджин. По оценкам RUSI за период с марта о ноябрь 2024 года в КНДР было поставлено более миллиона баррелей нефти. Существует мнение, что нефть поставляется в обмен на поставки в Россию из КНДР артиллерийских снарядов и отправку корейских военнослужащих на украинский фронт.

## Оценки
В докладе группы экспертов ООН говорится о том, что КНДР, в нарушение санкций, тайно торгует оружием.
Академик Джон Делюри охарактеризовал санкции как бесполезные и контрпродуктивные. Учёный отметил, что они не имеют юридической силы и вряд ли смогут заставить КНДР отказаться от своей ядерной программы.
Учёные Сун Юн Ли, профессор-кореевед из Школы права и дипломатии имени Флетчера, и Джошуа Стэнтон выступают за дальнейшее ужесточение санкций, в частности — за замораживание оффшорных счетов правящей верхушки КНДР и за дополнительные санкции в отношении третьих стран, поддерживающих северокорейский режим.